# Pers (Cantal)
Pers è un comune francese soppresso e frazione del dipartimento del Cantal della regione dell'Alvernia-Rodano-Alpi. Dal 1º gennaio 2016 si è fuso con il comune di Le Rouget per formare il nuovo comune di Le Rouget-Pers.

## Società

### Evoluzione demografica
Abitanti censiti